# Божевац (Мало Црниће)
Божевац је насеље у Србији у општини Мало Црниће у Браничевском округу. Према попису из 2022. било је 1136 становника.

## Историја
Божевац је село недалеко од Пожаревца и реке Млаве. То ратарско насеље на рубу Стишке равнице један је од значајнијих трговачких и занатских центара и раскршћа овог краја почетком 20. века. Први подаци о Божевцу датирају из 16. века тачније из једног Турског тефтера из 1542. године, који је издала Мађарска академија наука и тада броји 9 домова. 1718. године Аустрија окупира ове крајеве и врши попис насеља и становништва који открива ненасељеност овог подручја. У том попису Божевац броји 11 домова. Током 19. века почиње интензивније насељавање места. Попис из 1820. године региструје 113 домова а 1844. нешто више, 185 домаћинстава са 1305 становника. У то време Кучево броји 124 куће а Петровац 152. Поименични попис 13. јула 1863. регистроваће 261 домаћинство. А у том периоду се бележе и први досељеници Новог Божевца који ће бити и родоначелници постојећих рејона у селу. То су били Ћоса, Тулеја, Пантелеја, Голуб, Аврам и Мата. Крајем 19. века је све више трговачких радњи, занатлија, кафана те је настала потреба да се уради урбанистички план центра ради планског формирања чаршије, пијаце, изградње цркве, школе, амбуланте и апотеке.
Указом Краља од 17. марта 1896. године насеље је добило статус варошице, са правом на организовање пијаце и великог сеоског вашара. 1901. године се усваја урбанистички план села. Трогодишња школа почиње са радом 1842. године а први свештени храм датира са почетка 18. века и у функцији је све до краја истог, а 1896. је завршена и освештана садашња црква Св. Апостола Томе.Камен темељац за постојећу школу положен је 30.јула 1928.године а највише су ангажовани око изградње ове школе инг Петар Ракић, шеф Грађевинског одсека Области пожаревачке и грађевински инжењер Душан Миљковић. Тог дана била је велика свечаност у селу. Постојећа зграда школе је отворена 1928. а 1964/65 су јој дорађена бочна крила и добија садашњи изглед.
Пре рата 1912. године село има преко 4.000 становника, четворогодишњу школу, пошту, телеграф и лекара. Између два рата Божевац се развија производно и трговински тако да је производња и трговина стоком била у пуној експанзији. Земљорадничка задруга је основана 1924. а Фудбалски клуб 1926. године. После рата све до 1956. године Божевац је општинско место када одлуком Владе Србије општина прелази у Мало Црниће. Асфалтни пут Божевац-Диван је рађен 1975. године. Дом културе је завршен осамдесетих година иако у њему већ 50 година делује културно уметничко друштво „Бранко Радичевић“. У последњих 20 година су урађене велике развојне акције од општег значаја становништва и то комасација земљишта, телефонизација у сопственој режији грађана и изградња путева. Божевац и даље изграђује инфраструктуру за савремен и нормалан живот мештана.

## Демографија
У насељу Божевац живи 1479 пунолетних становника, а просечна старост становништва износи 44,6 година (41,9 код мушкараца и 47,2 код жена). У насељу има 510 домаћинстава, а просечан број чланова по домаћинству је 3,51.
Ово насеље је великим делом насељено Србима (према попису из 2002. године), а у последња три пописа, примећен је пад у броју становника.
|  |

| Демографија | Демографија | Демографија |
| Година      | Становника  | Становника  |
| ----------- | ----------- | ----------- |
| 1948.       | 3.309       |             |
| 1953.       | 3.329       |             |
| 1961.       | 3.121       |             |
| 1971.       | 2.935       |             |
| 1981.       | 2.739       |             |
| 1991.       | 2.480       | 2.130       |
| 2002.       | 1.788       | 2.206       |
| 2011.       | 1.390       |             |

| Етнички састав према попису из 2002.‍ | Етнички састав према попису из 2002.‍ | Етнички састав према попису из 2002.‍ | Етнички састав према попису из 2002.‍ | Етнички састав према попису из 2002.‍ |
| ------------------------------------ | ------------------------------------ | ------------------------------------ | ------------------------------------ | ------------------------------------ |
|                                      |                                      |                                      |                                      |                                      |
| Срби                                 | Срби                                 |                                      | 1.715                                | 95,91%                               |
| Румуни                               | Румуни                               |                                      | 9                                    | 0,50%                                |
| Хрвати                               | Хрвати                               |                                      | 2                                    | 0,11%                                |
| Црногорци                            | Црногорци                            |                                      | 1                                    | 0,05%                                |
| Украјинци                            | Украјинци                            |                                      | 1                                    | 0,05%                                |
| Македонци                            | Македонци                            |                                      | 1                                    | 0,05%                                |
| Бугари                               | Бугари                               |                                      | 1                                    | 0,05%                                |
| непознато                            | непознато                            |                                      | 53                                   | 2,96%                                |

| Година пописа     | 1948. | 1953. | 1961. | 1971. | 1981. | 1991. | 2002. |
| ----------------- | ----- | ----- | ----- | ----- | ----- | ----- | ----- |
| Број домаћинстава | 725   | 728   | 709   | 666   | 620   | 554   | 510   |

| Број чланова      | 1   | 2  | 3  | 4  | 5  | 6  | 7  | 8  | 9 | 10 и више | Просек |
| ----------------- | --- | -- | -- | -- | -- | -- | -- | -- | - | --------- | ------ |
| Број домаћинстава | 103 | 94 | 74 | 71 | 73 | 55 | 27 | 12 | 0 | 1         | 3,51   |

| Пол    | Укупно | Неожењен/Неудата | Ожењен/Удата | Удовац/Удовица | Разведен/Разведена | Непознато |
| ------ | ------ | ---------------- | ------------ | -------------- | ------------------ | --------- |
| Мушки  | 743    | 160              | 489          | 68             | 22                 | 4         |
| Женски | 798    | 77               | 503          | 177            | 37                 | 4         |
| УКУПНО | 1.541  | 237              | 992          | 245            | 59                 | 8         |

| Пол    | Укупно                    | Пољопривреда, лов и шумарство | Рибарство                            | Вађење руде и камена | Прерађивачка индустрија       |
| ------ | ------------------------- | ----------------------------- | ------------------------------------ | -------------------- | ----------------------------- |
| Мушки  | 449                       | 371                           | 0                                    | 0                    | 8                             |
| Женски | 362                       | 308                           | 0                                    | 0                    | 1                             |
| УКУПНО | 811                       | 679                           | 0                                    | 0                    | 9                             |
| Пол    | Производња и снабдевање   | Грађевинарство                | Трговина                             | Хотели и ресторани   | Саобраћај, складиштење и везе |
| Мушки  | 1                         | 6                             | 15                                   | 4                    | 9                             |
| Женски | 0                         | 0                             | 22                                   | 1                    | 1                             |
| УКУПНО | 1                         | 6                             | 37                                   | 5                    | 10                            |
| Пол    | Финансијско посредовање   | Некретнине                    | Државна управа и одбрана             | Образовање           | Здравствени и социјални рад   |
| Мушки  | 0                         | 6                             | 5                                    | 7                    | 5                             |
| Женски | 0                         | 2                             | 3                                    | 10                   | 9                             |
| УКУПНО | 0                         | 8                             | 8                                    | 17                   | 14                            |
| Пол    | Остале услужне активности | Приватна домаћинства          | Екстериторијалне организације и тела | Непознато            | Непознато                     |
| Мушки  | 3                         | 0                             | 0                                    | 9                    | 9                             |
| Женски | 1                         | 0                             | 0                                    | 4                    | 4                             |
| УКУПНО | 4                         | 0                             | 0                                    | 13                   | 13                            |